# Sekulići (Danilovgrad)
Pour les articles homonymes, voir Sekulići.
Sekulići (en serbe cyrillique : Секулићи) est un village du centre du Monténégro, dans la municipalité de Danilovgrad.

## Démographie

### Évolution historique de la population
| 1948 | 1953 | 1961 | 1971 | 1981 | 1991 | 2003 |
| ---- | ---- | ---- | ---- | ---- | ---- | ---- |
| 108  | 107  | 110  | 118  | 171  | 162  | 143  |